# Ahmed Naseer Bunda
Ahmed Naseer Bunda (in urdu نصیر بندا‎?; Rawalpindi, 15 maggio 1932 – Rawalpindi, 20 marzo 1993) è stato un hockeista su prato pakistano. Ha rappresentato il Pakistan ai Giochi olimpici di Melbourne 1956, vincendo la medaglia d'argento, e a quelli di Roma 1960, vincendo la medaglia d'oro.

## Palmarès
- Giochi olimpici

Melbourne 1956: argento
Roma 1960: oro
- Giochi asiatici

Giacarta 1962: oro